# .iq
.iqは国別コードトップレベルドメイン（ccTLD）の一つで、イラクに割り当てられている。
このドメインは、元の管理者がハマスとの繋がりを疑われてテキサス州で投獄され、後に2005年に有罪判決を受けたため、数年間管理者不在のまま放置されていた。そこで改めて管理者を決め、再出発させようという声が2003年のイラク戦争の頃より起こり、2005年にNational Communications and Media Commission of Iraqが新たにICANNより委任を受けた。

## サブドメイン
以下のような種別を表す第二レベルの下での登録となっている。
- .iq - 一般
- .gov.iq - 政府機関
- .edu.iq - 教育機関
- .com.iq - 商業機関
- .mil.iq - 軍事機関
- .org.iq - 非営利団体